# Падилья, Аарон
Ааро́н Пади́лья Мо́та (исп. Aarón Padilla Mota; родился 13 августа 1977 года в Мехико, Мексика) — мексиканский футболист, нападающий. Сын известного мексиканского нападающего Аарона Падильи Гутьереса, участника чемпионатов мира 1966 и 1970 годов.

## Клубная карьера

### «Атланте»
Падилья выпускник футбольной академии клуба «Атланте». В заявку основной команды он был включен в возрасте 21 года. 22 ноября 1998 года в матче против «Гвадалахары» он дебютировал в мексиканской Примере. Это был его единственный выход на поле в том сезоне. 28 марта 2001 года в поединке против «Крус Асуль» Аарон забил свой первый мяч. За шесть лет проведенных в составе «Атланте» Падилья так и не стал основным футболистом. Он сыграл 69 матчей и забил 10 мячей.

### «Америка»
Летом 2004 года Аарон перешёл в столичную «Америку». В ответном финальном матче за звание чемпионат Клаусуры 2005 против «Эстудиантес Текос» Падилья дважды поразил ворота Хосе Короны и принес команде золотые медали. Год спустя Аарон выиграл Кубок чемпионов КОНКАКАФ, став 4 мячами лучшим бомбардиром турнира. Примечательно, что все свои голы Падилья забил ямайскому «Портмор Юнайтед» (1 на выезде и хет-трик в домашнем поединке). Полгода нападающий провел в аренде в «Некаксе».

### Завершение карьеры
Летом 2007 года Падилья перешёл в «Атлас», но заиграть там не смог и в 2008 году заключил контракт с «Хагуарес Чьяпас». В стане «ягуаров» Аарон редко попадал в состав и даже выступал за резервную команду. 12 октября он забил свой единственный гол за «Чьяпас» в матче против своей бывшей команды «Некаксы». Вторую половину 2009 года он провел в «Веракрус» на правах аренды. 15 августа в матче против «Универсидад Гвадалахара» Падилья дебютировал в Лиге Ассенсо. После окончания аренды Аарон остался без клуба. Только в начале 2011 года он подписал контракт с «Пуэблой». 27 фавраля в поединке против «УАНЛ Тигрес» состоялся его дебют за новую команду. 8 апреля 2012 года в матче против «Толуки» Аарон забил свой первый гол. За «Пуэблу» Падилья сыграл за два сезона 8 матчей и забил два гола, после чего принял решение о завершении карьеры.

## Международная карьера
В 2005 году Падилья попал в заявку сборной Мексики на Золотой Кубок КОНКАКАФ. 10 июля в матче группового этапа против сборной Гватемалы он дебютировал за национальную команду. 17 июля в поединке 1/4 финала против сборной Колумбии, Аарон сыграл свой второй и последний матч за сборную.

## Достижения
Командные
 «Америка»
- Чемпионат Мексики по футболу — Клаусура 2005
- Обладатель Кубка чемпионов КОНКАКАФ — 2006